# Vasseltjärnen
Vasseltjärnen är en sjö i Ludvika kommun i Dalarna och ingår i Göta älvs huvudavrinningsområde. Sjön har en area på 0,0854 kvadratkilometer och ligger 227,7 meter över havet.

## Delavrinningsområde
Vasseltjärnen ingår i det delavrinningsområde (667055-141132) som SMHI kallar för Inloppet i Södra Laggen. Medelhöjden är 238 meter över havet och ytan är 1,58 kvadratkilometer. Räknas de 34 avrinningsområdena uppströms in blir den ackumulerade arean 457,84 kvadratkilometer. Gullspångsälven (Liälven) som avvattnar avrinningsområdet har biflödesordning 2, vilket innebär att vattnet flödar genom totalt 2 vattendrag innan det når havet efter 406 kilometer. Avrinningsområdet består mestadels av skog (85 procent). Avrinningsområdet har 0,09 kvadratkilometer vattenytor vilket ger det en sjöprocent på 5,7 procent.